# Shaye J. D. Cohen
Shaye J. D. Cohen (nascut el 21 d'octubre 1948) és el professor Littauer de Filosofia i Literatura Hebrea i Filosofia al Departament de Llengües i Civilitzacions del Pròxim Orient de la Universitat Harvard. Va rebre el seu doctorat en Història Antiga, amb distinció, de la Universitat de Colúmbia. El 1975 també fou ordenat rabí, i durant molts anys va ser el degà de l'Escola de Graduats i Professor Shenkman d'Història dels Jueus al Seminari Teològic Jueu de Nova York. Abans d'arribar a Harvard el juliol de 2001, va ser durant deu anys professor Samuel Ungerleider d'Estudis Judaics i professor d'Estudis Religiosos a la Universitat Brown. El focus de la investigació de Cohen és el límit entre jueus i gentils i entre el judaisme i el seu entorn cultural. Ell és també una autoritat publicada en reaccions jueves a l'hel·lenisme i el cristianisme.
Cohen ha rebut diversos honors pel seu treball, incloent un doctorat honorari del Seminari Teològic Jueu i diverses beques. Ha estat honrat pel nomenament com a professor visitant distingit Croghan de Religió (Williams College), orofessor Louis Jacobs (Universitat d'Oxford), professor David M. Lewis (Universitat d'Oxford), Lady Davis Fellowship (Professor Visitant) d'Història dels Jueus (Universitat Hebrea de Jerusalem), Professor Block (Universitat d'Indiana), professor visitant Roland (Universitat Stanford) i Professor Pritchett (Universitat de Califòrnia a Berkeley). Va aparèixer en un episodi de la sèrie Nova  com a expert en història dels jueus. També aparegué en el documental de la PBS sobre Jesucrist. 
Cohen ha publicat nombrosos assajos, coautor de diversos llibres, i ha escrit una sèrie de llibres de forma individual, incloent: "Josephus in Galilee and Rome: His Vita and Development As a Historian" (1979), "From the Maccabees to the Mishnah" (1988), "The Beginnings of Jewishness: Boundaries, Varieties, Uncertainties" (2001), "Why Aren't Jewish Women Circumcised?: Gender and Covenant in Judaism" (2005) i "The Significance of Yavneh and Other Essays in Jewish Hellenism" (2010).